# Poldertoren
52°42′35″N 5°45′3″Ø / 52.70972°N 5.75083°Ø
Poldertoren er et vandtårn i den nederlandske by Emmeloords centrum. Det nederlandske navn Poldertoren kan oversættes til "kogtårn". Det 65 meter høje tårn blev opført i 1959 og har et stort klokkespil. Tårnet anvendes ikke længere som vandtårn. Ejeren af tårnet var vandselskabet, Vitens, men siden 2005 ejes det af kommunen Noordoostpolder.
En kopi af tårnet står i Mizumaki, Japan.

## Detaljer
Tårnet måler 65,3 meter i højden og har en vindfløj øverst i en højde af 70,5 m. Besøgende kan bestige de 243 trappetrin op til en højde af 43,4 m. Poldertoren har en diameter på 13,4 meter. Vandtanken har kapacitet til 1.850 m3. Byggematerialer til tårnet inkluderer 1.220 m3 beton, 185 tons stål, 600.000 mursten, 624 tons cement og 7.200 nedløbsrør.

## Arkitekter
- J.W.H.C. Pot (Architectenbureau Pot en Pot-Keegstra) (1955–1959)
- H. van Gent (1950–1959)